# James McKimmey
James McKimmey, né le 5 septembre 1923 à Holdrege au Nebraska et décédé le 19 janvier 2011, est un écrivain américain de science-fiction et de thrillers.

## Biographie
Né à Holdrege, il grandit à Red Cloud et à Omaha. Après ses études au High school, il amorce des études supérieures en architecture à l'Université du Nebraska à Omaha, qui sont interrompues par le déclenchement de la Seconde Guerre mondiale. Il est soldat de la U.S. Army pendant 37 mois, dont 18 en Europe avec la 102e régiment d'infanterie. 
Après la guerre, il délaisse l'architecture pour l'écriture, se marie et décroche un diplôme de l'Université de San Francisco. Pendant ses études, il publie ses premières nouvelles et assure divers petits emplois. La vente de ses nouvelles à des pulps étant de plus en plus lucratif, il devient écrivain à temps plein en 1955. 
Il s'installe à Lake Tahoe en 1961. 
Il est l'auteur d'une douzaine de romans et d'une centaine de nouvelles. Ces dernières, qui alternent entre récits policiers et histoires de science-fiction, sont initialement publiées pour la plupart soit dans le Alfred Hitchcock's Mystery Magazine, soit dans Planet Stories. Quelques nouvelles policières ont été ultérieurement traduites en France dans le Alfred Hitchcock Magazine, mais seule la nouvelle de science-fiction L'Inspecteur (The Inspector, 1968) a été traduite en français dans l'anthologie Histoires stellaires.

## Œuvre

### Romans
- The Perfect Victim (1958)
- Winner Take All (1959)
- Cornered! (1960) Publié en français sous le titre La Toile d'araignée, Paris, Presses de la Cité, coll. « Un mystère » no 556, 1961
- The Wrong Ones (1961) Publié en français sous le titre La Tête de l'ombre, Paris, Plon, coll. « Nuit blanche », 1963 ; réédition, Paris, Presses de la Cité, coll. « Punch » no 55, 1973
- The Long Ride (1961) Publié en français sous le titre Course à l'abîme, Paris, Presses de la Cité, coll. « Un mystère » no 621, 1962
- 24 Hours to Kill (1961) Publié en français sous le titre Les Grandes Eaux, Paris, Plon, coll. « Nuit blanche », 1963
- Squeeze Play (1962)
- Run if You're Guilty (1963)
- A Circle in the Water (1965)
- Blue Mascara Tears (1965)
- The Hot Fire (1969)
- The Man With the Gloved Hand (1972)
- Buckaroo (1979)

### Recueil de nouvelles
- Never Be Caught (1966)

### Nouvelles
- Tergiversation (1952)
- Last Run on Venus (1953)
- Pipe of Peace (1953)
- Celebrity (1953)
- Where the Gods Decide (1953)
- Death Star (1953)
- Planet of Dreams (1953)
- Sound of Laughter (1953)
- The Eyes Have It (1953)
- George Loves Gistla (1954)
- 'Mid Pleasures and Palaces (1954)
- The Moon and the Sun (1954)
- Skeletons of Space (1954)
- The Last Monster (1954)
- Confidence Game (1954)
- Birthright (1954)
- With All Your Might (1955)
- N4 N5 N6 (1955)
- The Crying Target (1957)
- The Status Seeking of Charles Starkweather (1957)
- Bite of Revenge (1958) Publié en français sous le titre Un coup de pompe, dans l'anthologie Histoires qui virent au noir Paris, Presses-Pocket, coll. « Presses-Pocket » no 2367, 1987  (ISBN 2-266-01883-3) ; réédition dans l'anthologie 100 autres histoires extraordinaires, Paris, Éditions Omnibus, coll. « Alfred Hitchcock présente » no 4, 1995  (ISBN 2-258-03695-X)
- The Satyr (1961)
- His Brother's Keeper (1963)
- A Decent Lie (1965)
- The Hunted Ones (1966)
- Run with the Wind (1966) Publié en français sous le titre Libre comme le vent, Paris, Opta, Anthologie du suspense no 6, 1968
- Final Ticket to Tahoe (1966)
- A Money Season (1966) Publié en français sous le titre La Saison des dollars, Paris, Opta, Alfred Hitchcock Magazine no 69, janvier 1967
- An Ultimate Action (1966) Publié en français sous le titre Acte ultime, Paris, Opta, Alfred Hitchcock Magazine no 71, mars 1967
- The Magic Tree (1966) Publié en français sous le titre L'Arbre magique, Paris, Opta, Alfred Hitchcock Magazine no 72, avril 1967 ; réédition, dans l'anthologie Histoires explosives, Paris, LGF, coll. « Le Livre de poche » no 6786, 1990  (ISBN 2-253-05338-4)
- Killer Car (1967) Publié en français sous le titre Au plancher, Paris, Opta, Alfred Hitchcock Magazine no 73, mai 1967
- Search for an Achilles Heel (1967)
- Inside the Hidden Man (1967)
- A Delicate Balance (1967) Publié en français sous le titre Acte ultime, Paris, Opta, Anthologie du suspense no 7, 1969 ; réédition dans une nouvelle traduction sous le titre Épaves, dans l'anthologie Histoires de la crème du crime Paris, LGF, coll. « Le Livre de poche » no 4299, 1992  (ISBN 2-253-05931-5)
- The Comeback (1967) Publié en français sous le titre Seconde Chance, Paris, Opta, Anthologie du suspense no 5, 1967
- Her World of Voices (1967)
- The Tormented (1967)
- The Fantasque (1967)
- The Young Priests of Adytum 199 (1967)
- Two Black Mantillas (1967)
- The Quick Ambition of Bertram Wintroath (1967)
- Kill-Race (1967)
- 5-4-3-2- (1967)
- The Inspector (1968) Publié en français sous le titre L'Inspecteur, dans l'anthologie Histoires stellaires, Paris, Opta, coll. « Fiction-Spécial » no 15, 1969
- One Long Kiss (1968)
- The Man Who Danced (1968)
- Six Dead Man's Steps (1968)
- The Loser (1969)
- Runners in the Park (1969)
- Tiki (1970) Publié en français sous le titre Graine de meurtre, Paris, Opta, Anthologie du suspense no 8, 1970
- The Stand-In (1970)
- The Man Who Danced (1970)
- A Pink Sunset (1970) Publié en français sous le titre Tout en rose, Paris, Opta, Alfred Hitchcock Magazine no 121, juin 1971
- A Kaleidoscope of Terror (1970) Publié en français sous le titre Kaléidoscope de terreur, Paris, Opta, Alfred Hitchcock Magazine no 128, janvier 1972
- The Hot Rock (1971)
- Treasure Hunt (1971) Publié en français sous le titre Chasse au trésor, Paris, Opta, Alfred Hitchcock Magazine no 122, juillet 1971
- A Mutual Understanding (1972)
- Blessed Are the Meek (1972)
- What Are Friends For? (1972) Publié en français sous le titre Faites confiance aux amis, Paris, Opta, Alfred Hitchcock Magazine no 147, août 1973
- Wronged Cop (1973)
- The Impersonation (1973)
- The Bored Bunch (1973)
- For a Boy Who Died (1974)
- A Record of Guilt (1975)
- Ladies’ Man (1976)
- The Caller (1976)
- A Visit from Aunt Barbara (1976)
- The Mourning After (1976)
- The Forever Duel (1976)
- Hometown Caper (1977)
- The Crimes of Harry Waters (1977)
- The Child Molesters (1977)
- The Peace Monger (1978)
- Where There’s a Will (1978)
- Pigeons (1979)
- The Bus That Disappeared (1979)
- A Case of Missing Identity (1981)
- The Champion (1980)
- Golden Lion (1980)
- The Deadly Fires (1980)
- The Lie Detector (1981)
- A Proper Environment (1981)
- Dark Places (1983)
- The Lazy Valley Murder (1983)
- The Bus Stops Here (1985)
- It Runs in the Family (1989)
- Illusions (1993) Publié en français sous le titre Des illusions, dans l'anthologie Histoires à se faire un sang d'encre Paris, LGF, coll. « Le Livre de poche » no 13852, 1995  (ISBN 2-253-13852-5)
- Manhattan Chops (1994) Publié en français sous le titre Manhattan Chops, dans l'anthologie Histoires d'efforts faits en forfaits Paris, LGF, coll. « Le Livre de poche » no 13906, 1996  (ISBN 2-253-13906-8)